# 선저우 1호

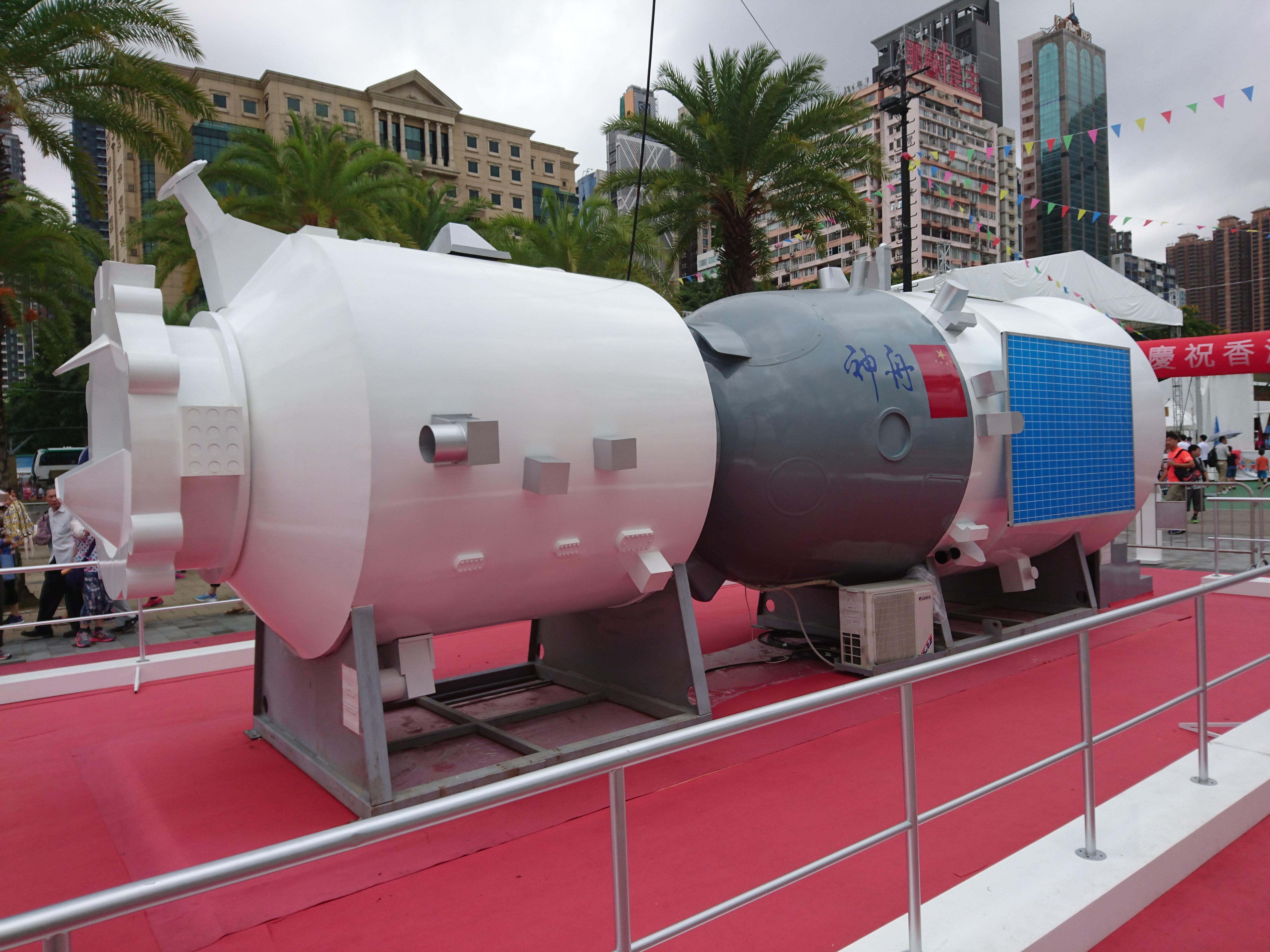

선저우 1호(중국어: 神舟一号)는 선저우 계획 최초의 우주선으로, 시험 성격의 무인 비행을 하였다. 무게는 7.6톤이다.
중국 시간 기준으로 1999년 11월 20일 6시 30분에 주취안 위성발사센터에서 발사되어 195km~315km 사이의 높이에서 42.6도의 궤도로 지구를 14바퀴 돈 다음 다음날인 21일 15시 41분에 귀환하였다. 우주선 본체는 보존, 전시되고 있다.

## 같이 보기
- 톈궁 계획
- 주취안 위성발사센터